# هاروی، نیوبرانزویک
هاروی، نیوبرانزویک (به انگلیسی: Harvey, New Brunswick) یک منطقهٔ مسکونی در کانادا است که در نیوبرانزویک واقع شده‌است. هاروی ۳۶۳ نفر جمعیت دارد.